# LGA 771
LGA 771 o Socket J, es un zócalo de CPU, compatible con microprocesadores Intel Xeon.

## Visión general
LGA 771 se utiliza comúnmente en ordenadores servidores. Tiene 771 superficies conductoras LGA incorporadas en el socket que hacen contacto directamente con los pads chapados en oro del microprocesador.

### Tecnologías
Las velocidades de bus disponibles para esta arquitectura van desde 667 MHz hasta 1600 MHz.

## Historia
La letra "J", en "Socket J", viene de "Jayhawk", el nombre clave de un procesador que nunca salió al mercado.

### Sucesor

#### LGA 775
LGA 775 o Socket B, es un zócalo de CPU, compatible con los microprocesadores Intel Intel Core i7.

## Otros sockets

### LGA 775
LGA 775 o Socket T, es un zócalo de CPU, compatible con microprocesadores Intel Pentium 4 e Intel Core 2. Se utiliza principalmente a diferencia de LGA 771, en ordenadores de sobremesa.